# Unidade Básica de Saúde Fluvial
Unidade Básica de Saúde Fluvial (UBSF) é uma modalidade de oferta de cuidados em atenção primária à saúde (APS) às populações ribeirinhas da região da Amazônia Legal e do Pantanal. Está vinculada à Estratégia Saúde da Família, que orienta os serviços de APS do Sistema Único de Saúde. Trata-se de embarcações adaptadas e equipadas para funcionarem como unidades de saúde que se deslocam até comunidades ribeirinhas de difícil acesso, onde realizam atendimentos de primeiro contato e outras atividades relacionadas à saúde. Conforme especifica a Política Nacional de Atenção Básica, estas unidades devem ser tripuladas, minimamente, por um médico, um enfermeiro, um técnico de saúde bucal e um bioquímico ou técnico de laboratório, composição distinta da habitual de uma equipe de Saúde da Família, dadas as necessidades próprias do território assistido. Esta modalidade foi regulamentada pela Portaria nº 1591 de 23 julho de 2012 do Ministério da Saúde e seu custeio se dá por repasse direto do Fundo Nacional de Saúde para os fundos municipais.